# Batumi nemzetközi repülőtér
Az Alexander Kartveli Batumi nemzetközi repülőtér (IATA: BUS, ICAO: UGSB) Grúzia egyik nemzetközi repülőtere Batumi Fekete-tengeri kikötővárostól, az Adzsar Autonóm Köztársaság fővárosától 5 km-re délre. A repülőtér 30 km-re északkeletre fekszik a törökországi Hopa városától, így nem csak Grúzia belföldi és nemzetközi járatait fogadja, hanem Északkelet-Törökország repülőtereként is szolgál. A repülőtér Alexander Kartveli repülőgéptervező mérnök nevét viseli. A Georgian Airways légitársaság egyik bázisa.
Batumi repülőtere egyike Grúzia három nemzetközi repülőterének (a másik kettő a Tbiliszi nemzetközi repülőtér a főváros, Tbiliszi mellett és a Építő Dávid nemzetközi repülőtér, a második legnagyobb város, Kutaiszi repülőtere). Az új terminál 2007. május 26-án nyílt meg, területe 4256 m², utaskapacitása évente 600 000.
A Batumi nemzetközi repülőtér utasforgalma jelentős mértékben megnőtt, amióta 2007-ben felújította a török TAV Airports Holding: 2011-ben 134 000 utas haladt át rajta, ami 51%-os növekedés az előző évhez képest.

## Légitársaságok és úti célok
| Légitársaság                   | Célállomások                                                   |
| ------------------------------ | -------------------------------------------------------------- |
| Air Arabia                     | Szezonális: Sardzsa                                            |
| Belavia                        | Minszk-Nemzeti                                                 |
| Bravo Airways                  | Szezonális: Kijev-Zsuljani                                     |
| Dniproavia                     | Szezonális: Dnyipro                                            |
| Flydubai                       | Dubai-nemzetközi                                               |
| Georgian Airways               | Moszkva-Vnukovo Tbiliszi                                       |
| Nordavia                       | Szentpétervár                                                  |
| Red Wings Airlines             | Szezonális: Moszkva-Domogyedovo                                |
| SCAT                           | Szezonális: Aktau                                              |
| S7 Airlines                    | Szezonális: Moszkva-Domogyedovo                                |
| Sun D'Or üzemeltető: El Al     | Szezonális: Tel Aviv-Ben Gurion                                |
| Turkish Airlines               | Isztambul-Atatürk                                              |
| Ukraine International Airlines | Zaporizzsja                                                    |
| Ural Airlines                  | Szezonális: Moszkva-Domogyedovo, Szentpétervár, Jekatyerinburg |
| Yanair                         | Kijev-Zsuljani, Ogyessza                                       |

## Statisztika
| Év   | Utasok száma | Változás az előző évhez képest |
| ---- | ------------ | ------------------------------ |
| 2007 | 038 613      |                                |
| 2008 | 064 656      | 67,4%                          |
| 2009 | 046 044      | 28,8%                          |
| 2010 | 088 562      | 92,3%                          |
| 2011 | 133 852      | 51,1%                          |
| 2012 | 168 510      | 25,9%                          |
| 2013 | 208 977      | 24,0%                          |
| 2014 | 213 439      | 2,2%                           |
| 2015 | 226 476      | 5,91%                          |
| 2016 | 312 343      | 37,9%                          |
| 2017 | 495 668      | 58,7%                          |

A 2015 szeptemberében Batumiba érkező turisták közül 11 792 volt külföldi, ami 54%-os növekedést jelent az előző évhez képest.

## Fordítás
- Ez a szócikk részben vagy egészben  a   Batumi International Airport című angol Wikipédia-szócikk ezen változatának fordításán alapul.  Az eredeti cikk szerkesztőit annak laptörténete sorolja fel. Ez a jelzés csupán a megfogalmazás eredetét és a szerzői jogokat jelzi, nem szolgál a cikkben szereplő információk forrásmegjelöléseként.